# Villa Ericsson
| Villa Ericssons entrégård på 1920-talet och i augusti 2021. |  | Villa Ericssons entrégård på 1920-talet och i augusti 2021. |
| Villa Ericssons entrégård på 1920-talet och i augusti 2021. |  |                                                             |

Villa Ericsson (även kallad Villa Roskull) är en kulturhistoriskt värdefull byggnad vid Roskullsvägen 2 i kommundelen Brevik i Lidingö kommun. Villan uppfördes 1912 för ingenjören Gustaf L.M. Ericsson. Fastigheten har av Stockholms läns museum klassats som kulturhistoriskt ”omistlig”.

## Bakgrund
I den 1907 bildade Lidingö-Brevik Villastad lät välbärgade Stockholmare uppföra påkostade villor på Breviks gårds tidigare ägor. Lidingöns sydöstra hörn var särskilt attraktiv, området ligger fint med utsikt över segelleden till och från Stockholm och kallades också Lidingös solsida. Hit flyttade bland andra villastadens grundare finansmannen Allan Abenius och konstnären Klas Fåhraeus. Deras villor präglades av lätt jugendstil (Abeniuska Villan) respektive tung nationalromantik (Villa Fåhraeus). En av nybyggarna var även Gustaf L.M. Ericsson, son till ”telefonkungen” Lars Magnus Ericsson och ägare av AB Gustaf Ericssons Automobilfabrik.

## Villa Ericsson

### Byggnadsbeskrivning

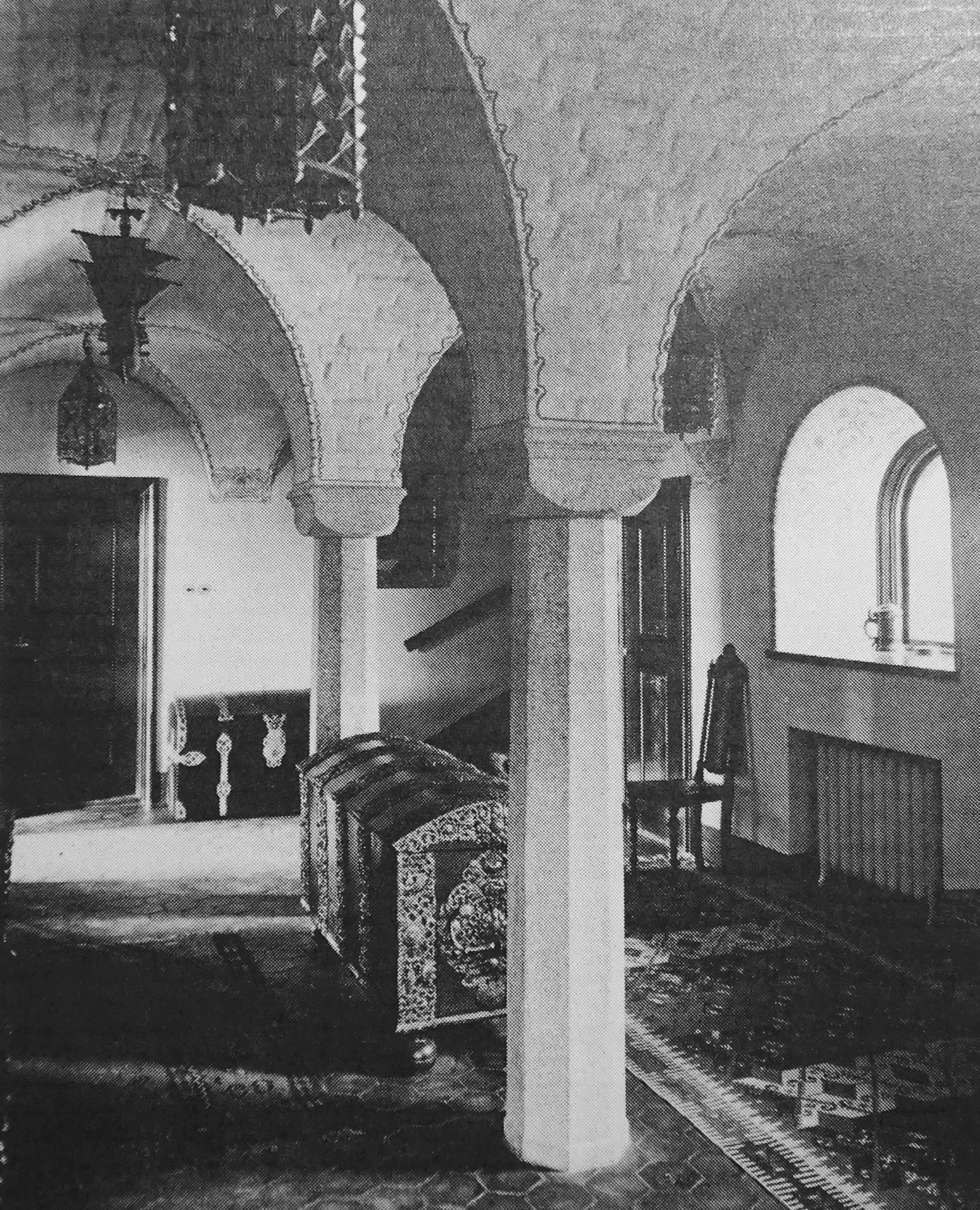
Entréhallen med kryssvalv.

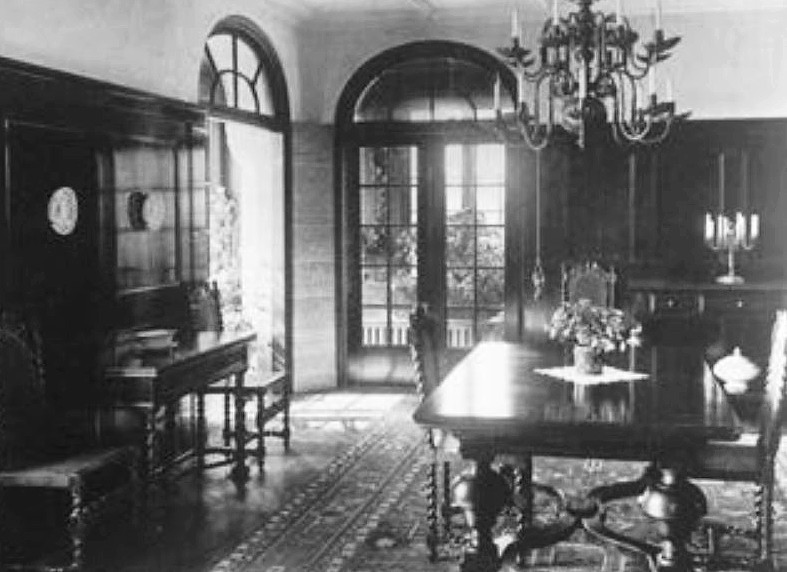
Barocksalen.

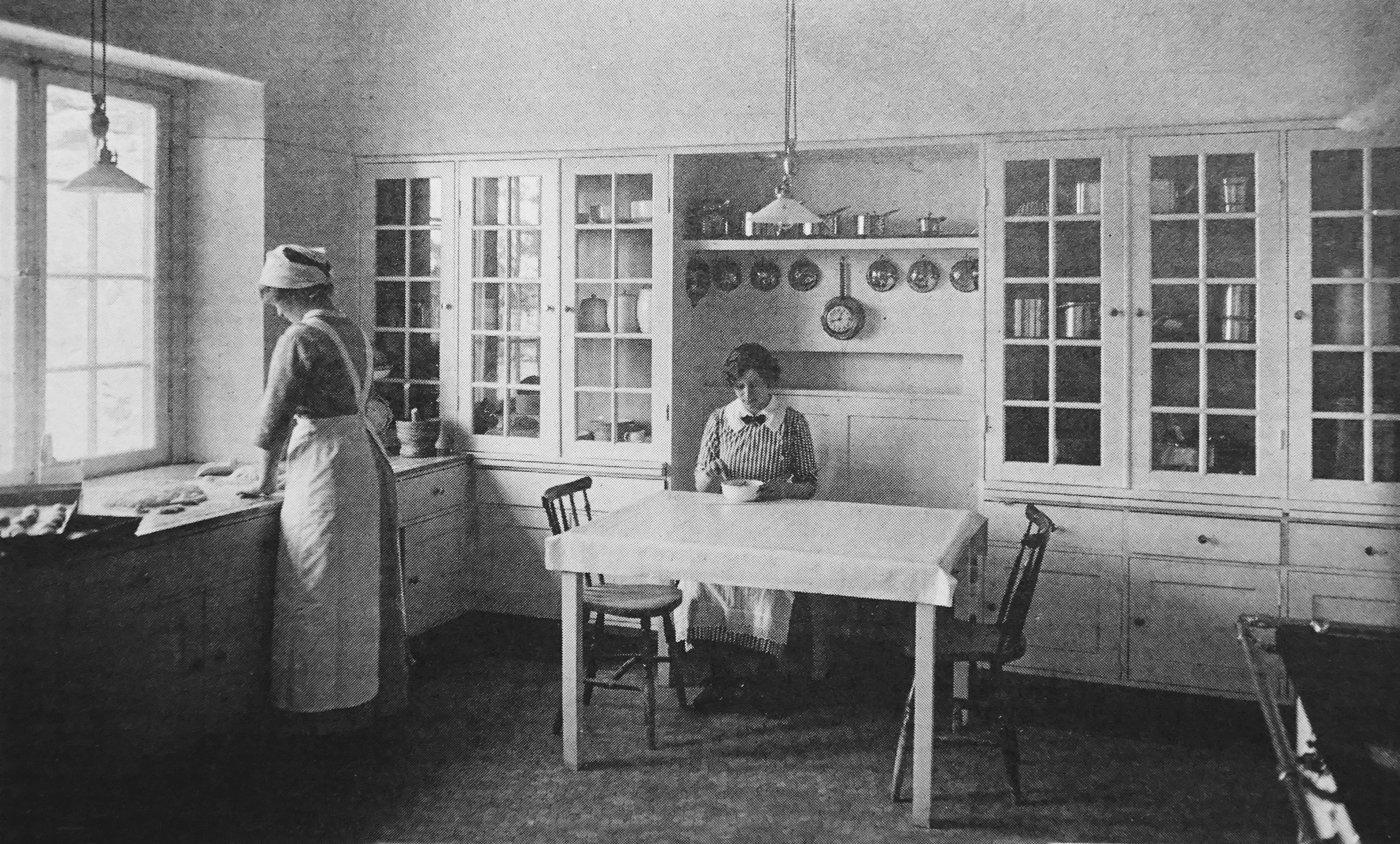
Köket.

Ericssons villa uppfördes på en cirka 8 660 m² stor södervänd tomt med vidsträckt utsikt över Lilla Värtan och Stockholms inlopp. Platsen var väl vald för den bästa utsikten och har idag den träffande fastighetsbeteckningen Utsikten 12. Huset gestaltades av arkitekterna Torsten Stubelius och Sigurd Lewerentz och går i samma kraftfulla tegelarkitektur i vasastil som närbelägna Villa Fåhraeus. 
Villa Ericsson skulle bli Lewerentz första byggnad som han ritade som självständig arkitekt tillsammans med sin partner Stubelius. Lewerentz hade tidigare varit anställd hos Carl Westman, arkitekten bakom Villa Fåhraeus, där Lewerentz arbetade bland annat med ritningar för Fåhraeus villa. Att bygga med tegel hade Lewerentz lärt sig på sina studieresor i Tyskland och hos Westman. Villan för Ericsson skulle samtidigt bli den enda byggnaden i Lewerentz produktion med anknytning till nationalromantiken.
Villa Ericsson består av två vinkelbyggda volymer. Huvudbyggnaden står med sin långfasad mot vattnet och har två våningar samt källare under ett högt tegeltäckt sadeltak. På östra gaveln syns årtalet 1912 och Ericssons monogram GE i smide. Byggnadens fasader är murade i mörkrött tegel och har mörkt målade fönsterkarmar och -bågar. Takutsprången är mycket små och villan har rikt ornamenterade dörromfattningar och vackert skurna träportar.
Interiören inspirerades av engelska slottsbyggnader med välvda tak. Man beträder en magnifik entréhall vars tak bärs upp av kryssvalv på granitkolonner. På bottenvåningen ligger tre stora salar i fil tänkta för samvaro och umgänge, en av dem gestaltad i magnifik barockstil. I anslutning till det stora köket fanns rum för kockar och annan servicepersonal. På övervåningen lades utrymmen av mer privat karaktär med flera sovrum och badrum. Via ett infartsvalv i den förlängda köksflygeln når man tomtens västra del och flygelns garage. Intill den stensatta entrégården ställdes en liten knuttimrat och tjärad stuga, hämtad från Dalarna. Bebyggelsen omges av en stor parkliknade trädgård. År 1912 stod Gustaf L.M. Ericssons villa färdig.

### Pressvisning för Venus Bilo
I november 1933 blev Villa Ericsson en exklusiv kuliss för lanseringen av konceptbilen Volvo Venus Bilo som var formgiven av Ericsson och byggd på Gustaf Nordbergs Vagnfabrik AB i Stockholm. Från tillfället existerar en lång rad fotografier som visar Venus Bilo i samband med pressvisningen framför villans fasader, några tillsammans med Ericsson. Bilen blev dock ingen succé. Medan fackfolket gillade de strömlinjeformade linjerna och prisade den som världens då modernaste karosseri, tyckte allmänheten att Venus Bilo var ful och Volvo stoppade snabbt projektet. Utöver konceptbilen byggdes inga fler Venus Bilo.

Venus Bilo på Roskull 1933
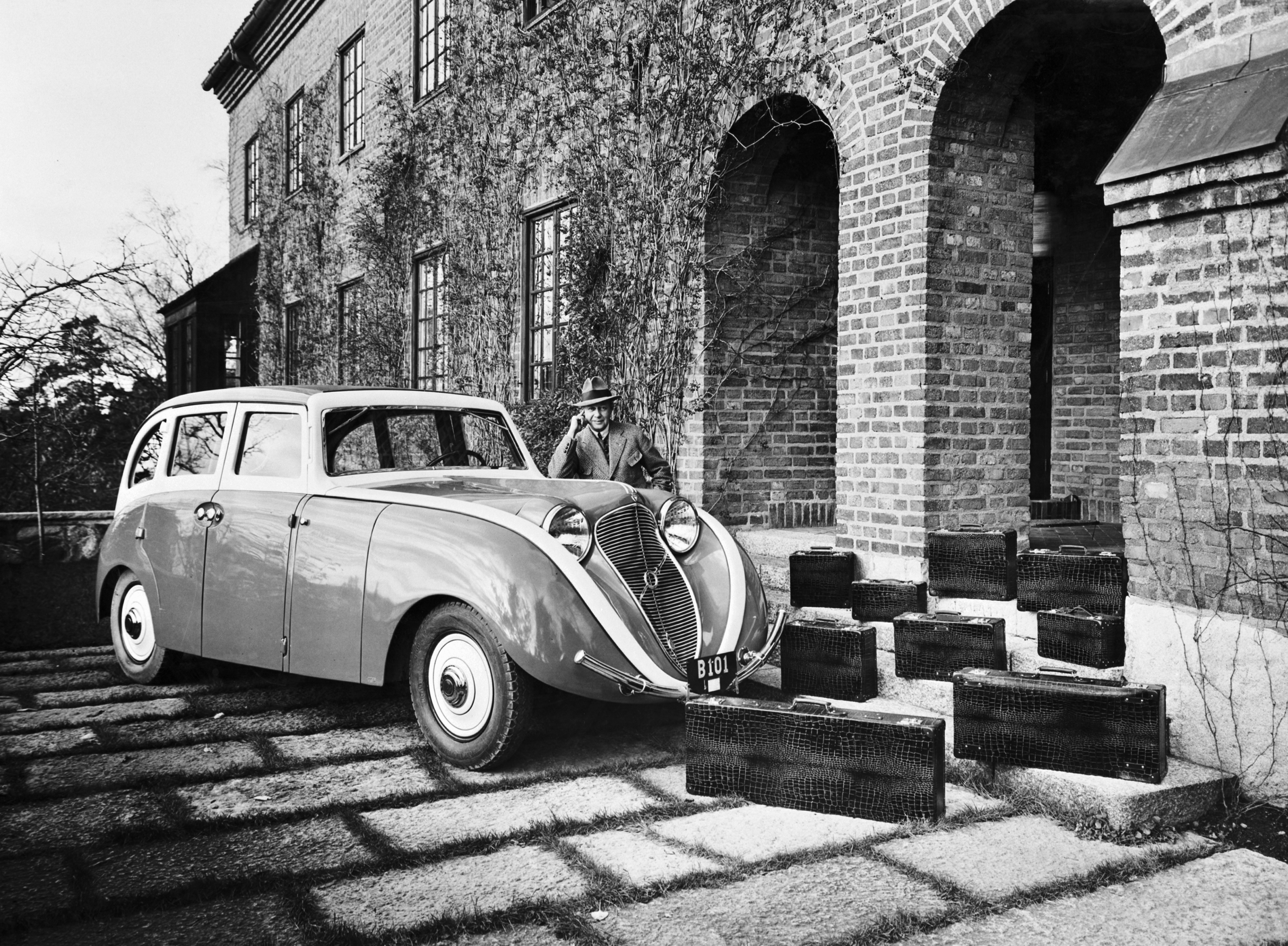
Ericsson demonstrerar specialdesignade resväskor.
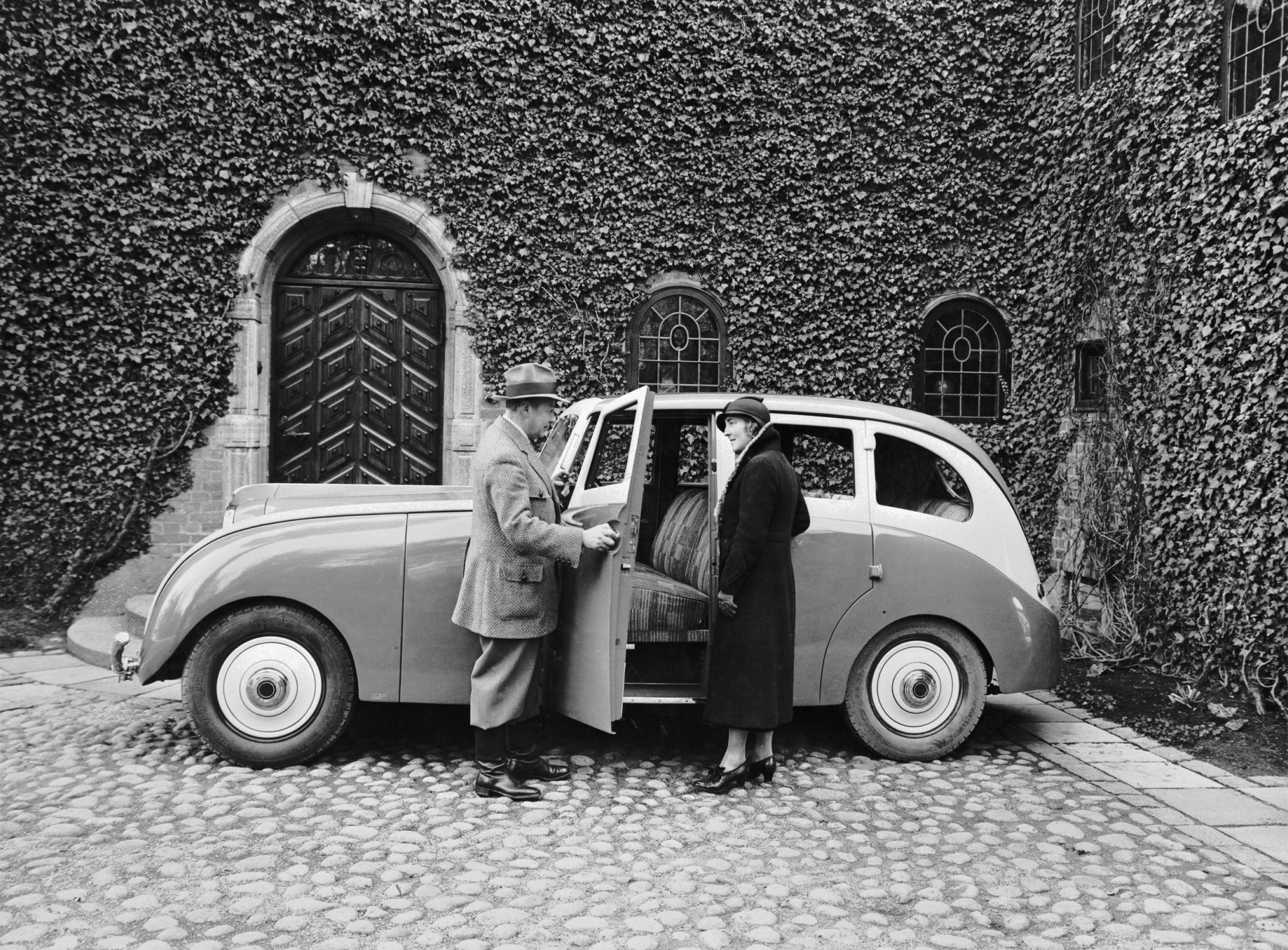
Ericsson öppnar bildörren för en kvinna (kanske hans hustru).
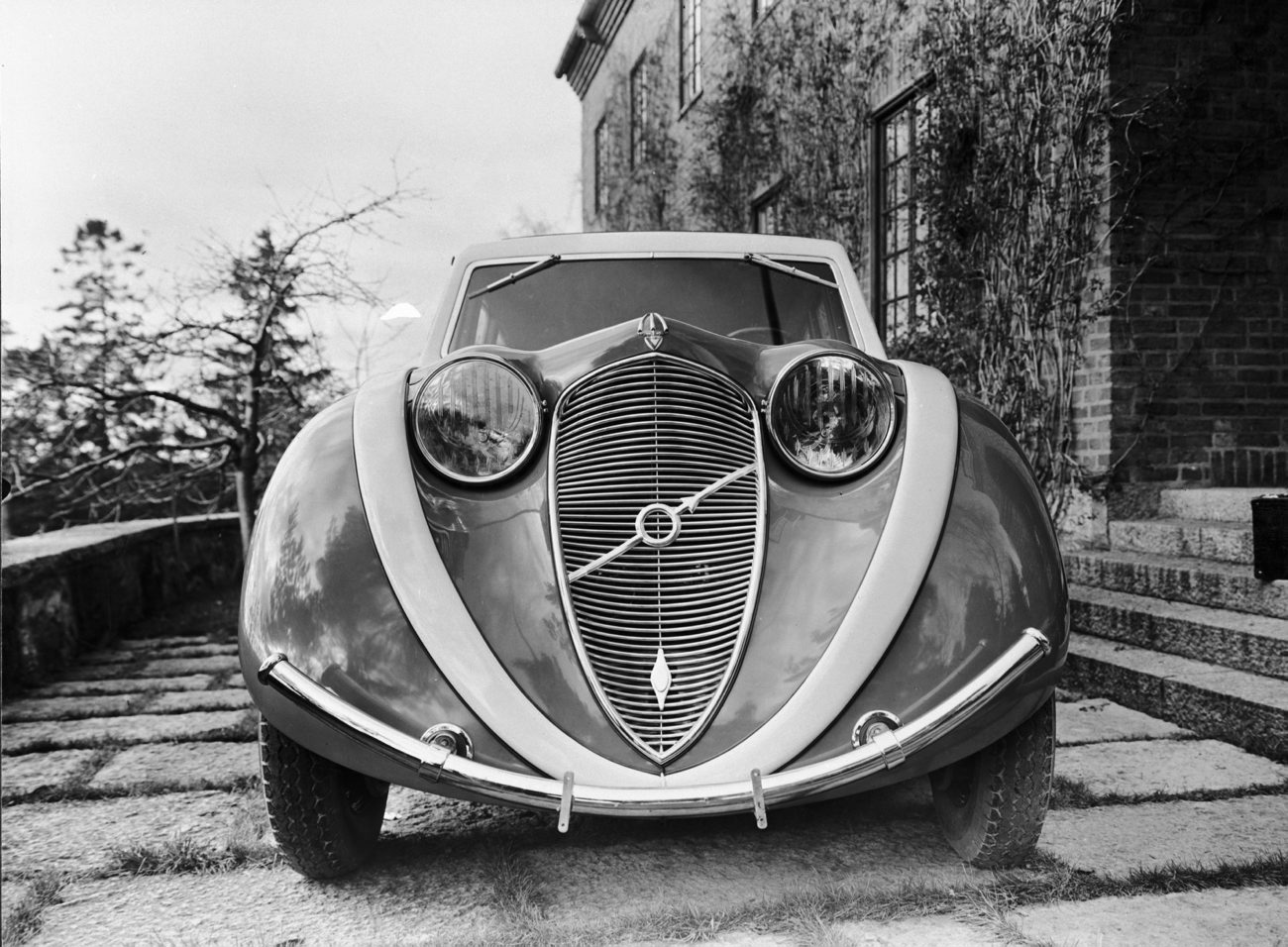
Venus Bilo på villans veranda.
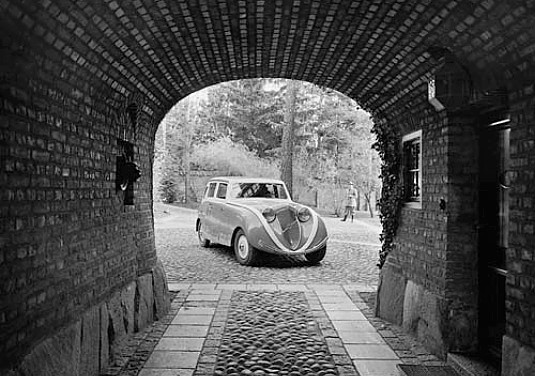
Venus Bilo i flygelbyggnadens valv.

### Villans vidare öden
Villa Ericsson ägdes och beboddes av Gustaf Eriksson fram till 1945 då den såldes till Georg och Marie Trolle. Från 1951 ägdes villan av Marianne Tower Havelock och 1979 av Matts Carlgren. Sedan 1986 är Angolas regering ägare av fastigheten Utsikten 12 och byggnaden blev hemvist för Angolas ambassad i Stockholm fram till år 2001. Idag (2021) är villan ambassadörens residens. Varför villan även kallas ”Roskull” är okänt. En möjlig tolkning är att det härrör från det svenska uttrycket för ro skull.

Nutida bilder
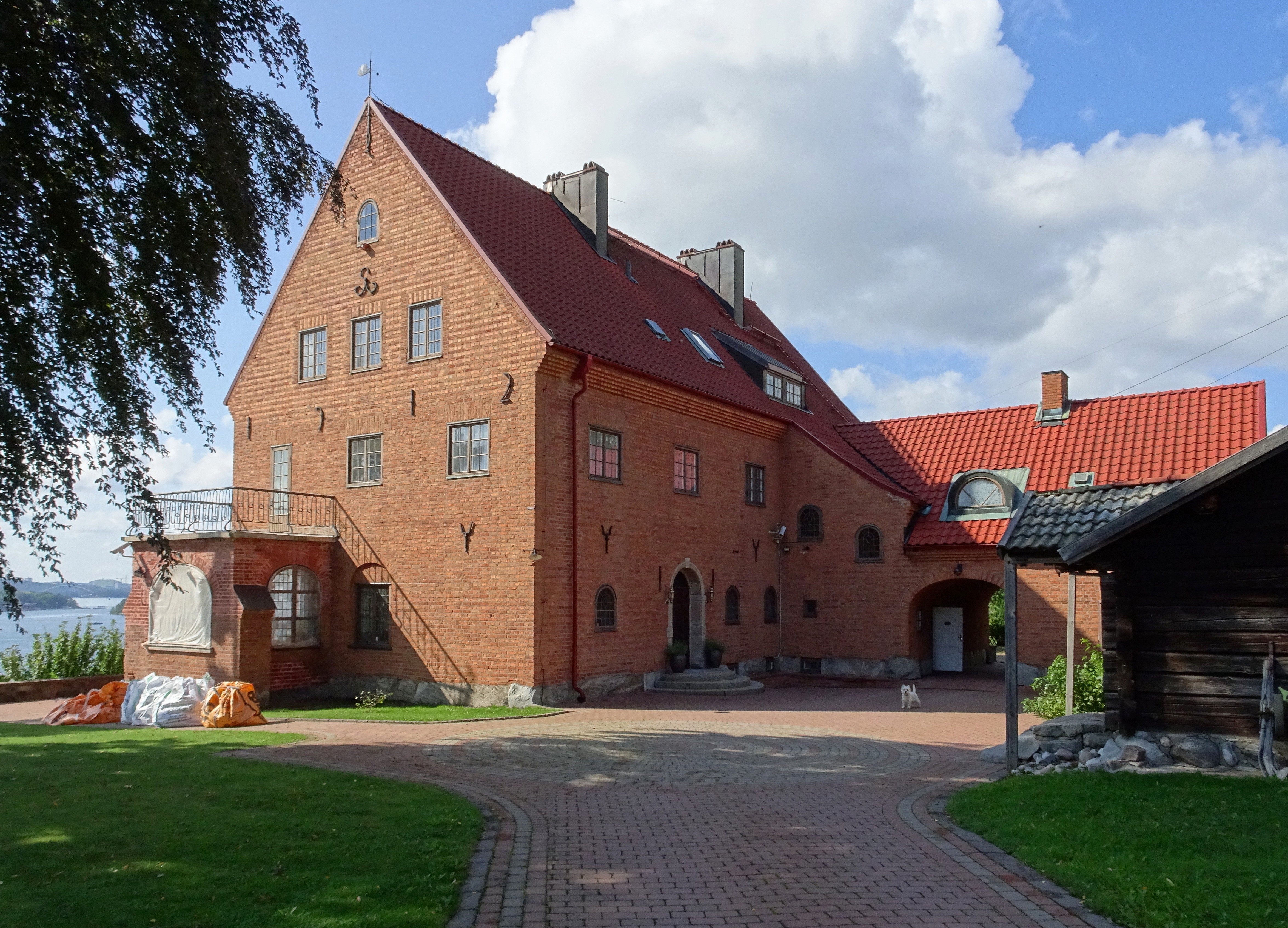
Villans fasad mot nordost.
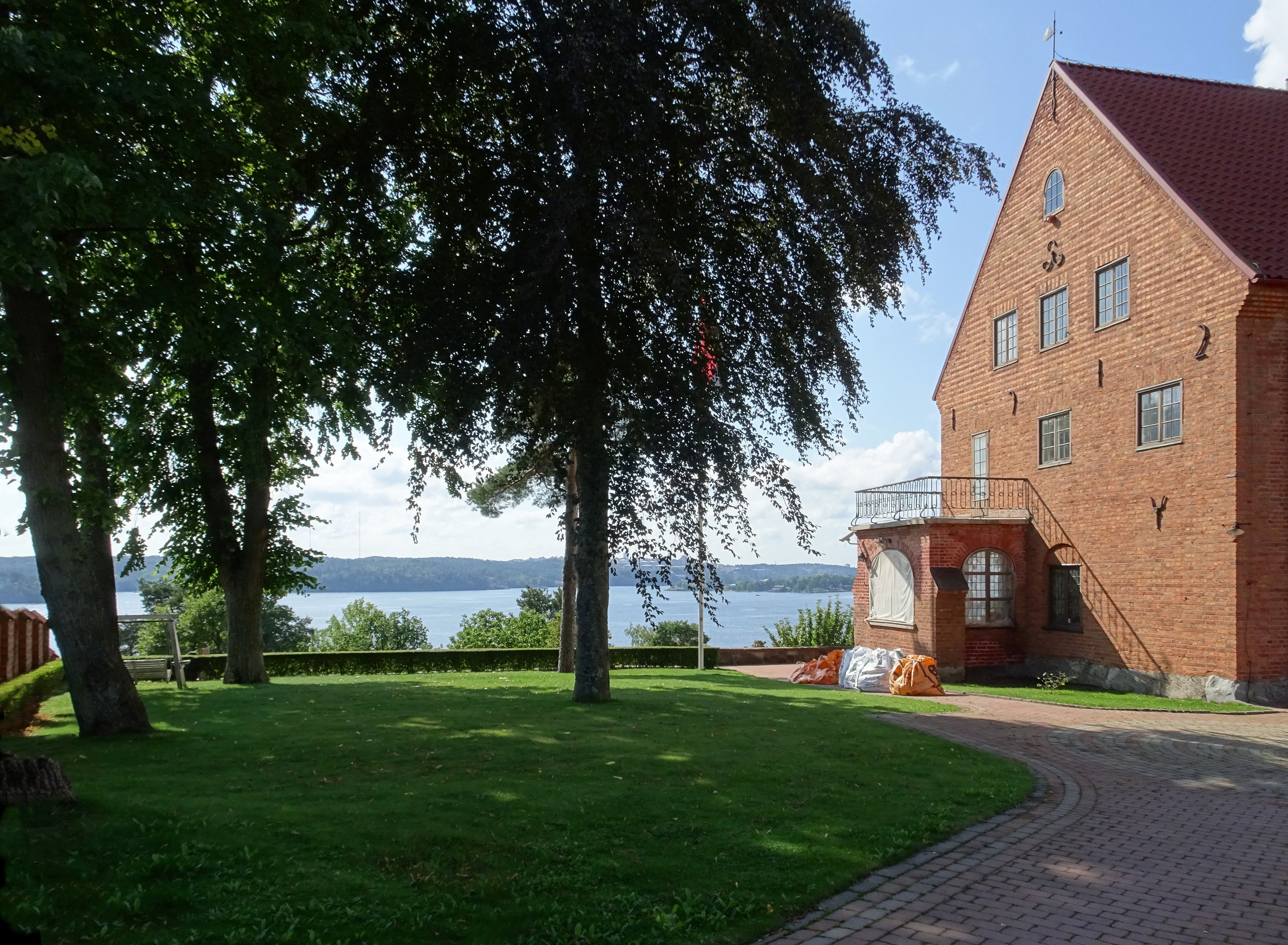
Utsikten över Lilla Värtan.
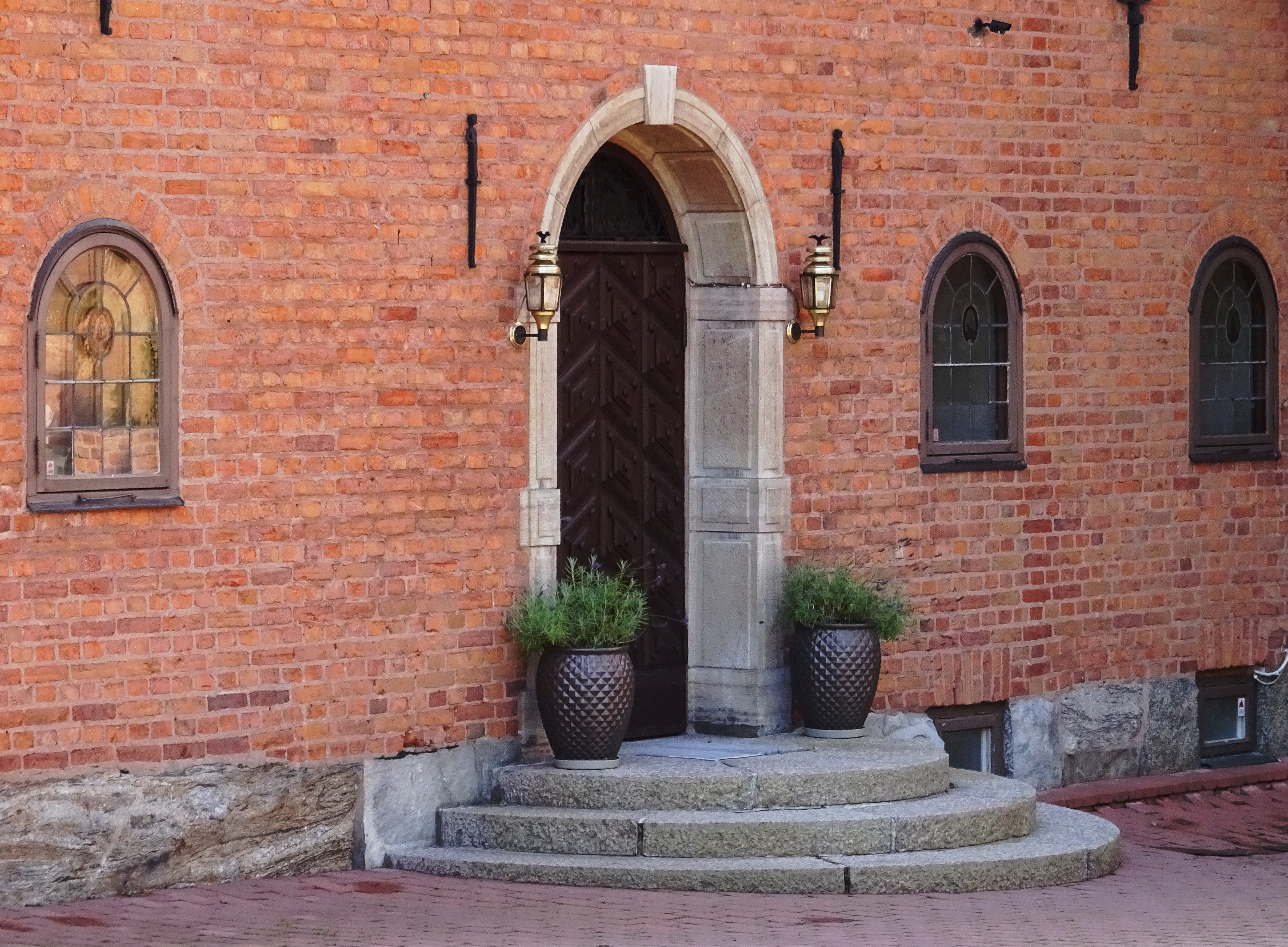
Entréportalen.
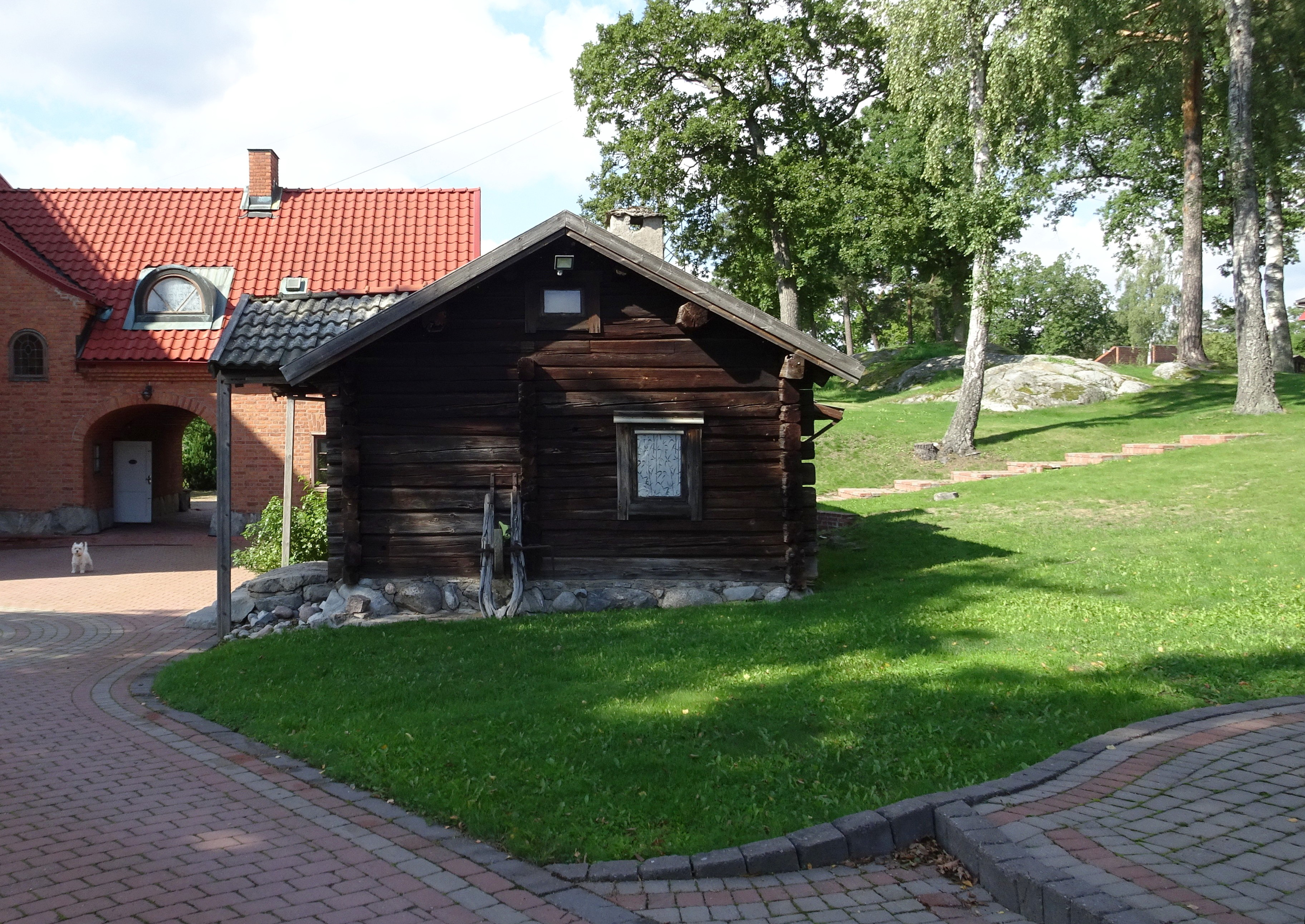
Den knuttimrade stugan.

## Kulturhistoriskt intressanta villor i närheten
- Abeniuska Villan
- Villa Brevik
- Villa Fåhraeus
- Villa Högudden
- Villa Klippudden
- Villa Sjöstigen